# Lægeløftet
Lægeløftet er et løfte, som aflægges af nyuddannede læger. Aflæggelse af lægeløftet sker som regel over for dekanen for det lægevidenskabelige (sundhedsvidenskabelige) fakultet i forbindelse med dimissionshøjtideligheden efter embedseksamen. Lægeløftet er ikke juridisk bindende, men aflæggelse af løftet er dog en betingelse for, at en person, som har bestået den lægevidenskabelige embedseksamen i Danmark, må kalde sig læge og må udøve lægegerning.

## Historie
Det danske lægeløfte blev udformet af den første professor i fysiologi ved Københavns Universitet, Johan Daniel Herholdt, og blev sat i kraft ved kancelliskrivelse af 15. august 1815. Løftet har i dag samme ordlyd, som da det blev indført. Hensigten med indførelsen af et løfte for læger var, at fastlægge lægers pligter i forhold til deres patienter og i forhold til det offentlige. Løftet blev udformet på grundlag af den hippokratiske ed, som oprindelig blev nedfældet i Grækenland i det femte århundrede f.v.t. I den nuværende udgave af lægeløftet er en central passage fra den hippokratiske ed udeladt, som lyder: "Selv om jeg opfordres dertil, vil jeg ikke udlevere nogen dødelige gifte eller give noget sådant råd, ej heller give nogen kvinde fosterfordrivende midler."

## Lægeløftets ordlyd
| Citat                                    | Efter at have aflagt offentlig prøve på mine i de medicinsk-kirurgiske fag erhvervede kundskaber, aflægger jeg herved det løfte, til hvis opfyldelse jeg end ydermere ved håndsrækning har forpligtet mig, at jeg ved mine forretninger som praktiserende læge stedse skal lade det være mig magtpåliggende, efter bedste skønnende at anvende mine kundskaber med flid og omhu til samfundets og mine medmenneskers gavn, at jeg stedse vil bære lige samvittighedsfuld omsorg for den fattige som for den rige uden persons anseelse, at jeg ikke ubeføjet vil åbenbare, hvad jeg i min egenskab af læge har erfaret, at jeg vil søge mine kundskaber fremdeles udvidede og i øvrigt gøre mig bekendt med og nøje efterleve de mig og mit fag vedkommende anordninger og bestemmelser. | Citat |
| Lægeløftet, Københavns Universitet, 1815 | |       |

## Internationalt
Et løfte svarende til det danske lægeløfte bruges ikke i de andre nordiske lande, ej heller i Tyskland og England. I USA aflægges der et løfte bygget på den hippokratiske ed ved nogle lægeskoler, men ikke ved andre. Ofte benytter man den såkaldte Genève-deklaration, som blev vedtaget af Verdenslægeforeningen (World Medical Association) ved dennes kongres i Genève i 1948. Genève-deklarationen er i ordlyd tættere på den hippokratiske ed end det danske lægeløfte. I 1949 vedtog Verdenslægeforeningen et sæt Internationale regler for lægeetik, som ligeledes bygger på den hippokratiske ed. 

## Andre regler for læger
Den danske lægeforening har vedtaget et sæt Etiske regler for læger samt et sæt Kollegiale regler for læger, som udbygger lægeløftet. Disse regelsæt er - ligesom lægeløftet - ikke juridisk bindende. Det er til gengæld bestemmelserne i Autorisationsloven, som er efterfølgeren for bl.a. den tidligere Lov om udøvelse af lægegerning (Lægeloven). Det er dog en betingelse for at opnå autorisation som læge, hvis man har studeret i Danmark, at man har aflagt lægeløftet.